# Roland Berland
Roland Berland (Saint-Laurent-de-la-Salle, 26 de febrer de 1945) va ser un ciclista francès, que fou professional entre 1968 i 1980. Durant la seva carrera esportiva aconseguí una quinzena de victòries, destacant per damunt de totes dues edicions del Campionat de França de ciclisme en ruta, el 1972 i el 1979.

## Palmarès
- 1970
  - Vencedor d'una etapa de la Volta a Euskadi
- 1972
  -  Campió de França en ruta
- 1973
  - 1r a la París-Bourges
- 1977
  - Vencedor d'una etapa del Tour del Tarn
- 1978
  - Vencedor d'una etapa del Tour de Còrsega
- 1979
  -  Campió de França en ruta

### Resultats al Tour de França
- 1969. 53è de la classificació general
- 1970. 77è de la classificació general
- 1971. 37è de la classificació general
- 1972. 40è de la classificació general
- 1973. 28è de la classificació general
- 1974. 33è de la classificació general
- 1976. 72è de la classificació general
- 1977. 33è de la classificació general

### Resultats al Giro d'Itàlia
- 1968. 70è de la classificació general

### Resultats a la Volta a Espanya
- 1976. 37è de la classificació general
- 1978. 44è de la classificació general